# 奈良先端科学技術大学院大学の人物一覧
奈良先端科学技術大学院大学の人物一覧は奈良先端科学技術大学院大学に関係する人物の一覧記事。

## 著名な教職員

### 先端科学技術研究科
- 石田靖雅（教授）[1] - 機能ゲノム医学
- 小笠原司（副学長）[2] - ロボティクス
- 片岡幹雄（名誉教授）[3] - 生物物理学
- 鳥居宏次（名誉教授）[4] - ソフトウェア工学
- 中村哲（教授）[5] - 知能コミュニケーション
- 増原宏（客員教授）[6] - レーザー光化学
- 山田康之（名誉教授）[7] - 植物科学
- 山中伸弥（栄誉教授）[8] - 幹細胞生物学

### 研究推進機構
- 小林裕和（特任教授・研究推進部門長）[9] - 植物分子遺伝学
- 村井眞二（特任教授）[9] - 応用化学

## OB・OG

### 財界
- 秋山ゆかり[10]（Leonessa代表）
- 上野宣[11]（トライコーダ代表）
- 鍵本聡[12]（KSプロジェクト代表）
- 吉崎航[13]（アスラテックチーフロボットクリエイター）

### 研究者・学者
- 井垣宏[14]（大阪工業大学情報科学部教授）
- 上田悦子[15]（大阪工業大学ロボティクス＆デザイン工学部教授）
- 江谷典子[16]（京都大学大学院医学研究科特定研究員）
- 樫原茂[17]（大阪工業大学情報科学部准教授）
- 河合紀彦[18]（大阪工業大学情報科学部准教授）
- 木村俊秀[19]（静岡県立大学薬学部准教授）
- 鈴木優[20][21]（岐阜大学工学部准教授）
- 平博順[22]（大阪工業大学情報科学部教授）
- 高橋和利[23]（京都大学iPS細胞研究所准教授）
- 徳澤佳美[24]（愛媛大学大学院医学系研究科特定助教）
- 野田哲男[25]（大阪工業大学ロボティクス＆デザイン工学部教授）
- 村山公保[26]（倉敷芸術科学大学危機管理学部教授）